# Records de Chine de cyclisme sur piste
Les records de Chine de cyclisme sur piste sont les meilleures performances réalisées par des pistards chinois et homologuées par la Fédération.

## Hommes
| Épreuve                                         | Record   | Cycliste                                  | Date            | Compétition           | Lieu                     | Ref   |
| ----------------------------------------------- | -------- | ----------------------------------------- | --------------- | --------------------- | ------------------------ | ----- |
| Sprint sur 200 mètres, départ lancé             | 9.674    | Zhou Yu                                   | 29 février 2020 | Championnats du monde | Berlin, Allemagne        | [ 1 ] |
| Kilomètre contre-la-montre, départ arrêté       | 1:01.520 | Zhang Miao                                | 26 mars 2010    | Championnats du monde | Ballerup, Danemark       |       |
| Sprint sur 750 mètres par équipes départ arrêté | 43.505   | Cheng Changsong Zhang Lei Zhang Miao      | 2 août 2012     | Jeux olympiques       | Londres, Grande-Bretagne | [ 2 ] |
| Poursuite individuelle sur 4 000 mètres         | 4:38.326 | Yuan Zhong                                | 9 février 2017  | Championnats d'Asie   | New Delhi, Inde          | [ 3 ] |
| Poursuite par équipes sur 4 000 mètres          | 4:01.043 | Yuan Zhong Fan Yang Qin Chenlu Xue Saifei | 7 février 2017  | Championnats d'Asie   | New Delhi, Inde          | [ 3 ] |

## Femmes
| Épreuve                                         | Record    | Cycliste                                       | Date            | Compétition           | Lieu                              | Ref    |
| ----------------------------------------------- | --------- | ---------------------------------------------- | --------------- | --------------------- | --------------------------------- | ------ |
| Sprint sur 200 mètres, départ lancé             | 10.573    | Zhong Tianshi                                  | 18 janvier 2013 | Coupe du monde        | Aguascalientes, Mexique           | [ 4 ]  |
| Contre-la-montre sur 500 mètres, départ arrêté  | 33.325    | Zhong Tianshi                                  | 6 décembre 2013 | Coupe du monde        | Aguascalientes, Mexique           | [ 5 ]  |
| Sprint sur 500 mètres par équipes départ arrêté | 32.034 RM | Gong Jinjie Zhong Tianshi                      | 18 février 2015 | Championnats du monde | Saint-Quentin-en-Yvelines, France | [ 6 ]  |
| Poursuite individuelle sur 3 000 mètres         | 3:36.043  | Huang Li                                       | 19 janvier 2013 | Coupe du monde        | Aguascalientes, Mexique           | [ 7 ]  |
| Poursuite par équipes sur 3 000 mètres          | 3:23.083  | Jiang Fan Jiang Wenwen Liang Jing              | 5 avril 2012    | Championnats du monde | Melbourne, Australie              | [ 9 ]  |
| Poursuite par équipes sur 4 000 mètres          | 4:23.678  | Huang Dongyan Jing Yali Ma Menglu Zhao Baofang | 13 août 2016    | Jeux olympiques       | Rio de Janeiro, Brésil            | [ 10 ] |